# 大阪女学院中学校・高等学校
大阪女学院中学校・高等学校（おおさかじょがくいんちゅうがっこう・こうとうがっこう）は、大阪府大阪市中央区玉造にある私立女子中学校・高等学校。国際バカロレア認定校。略称は、「女学院」「大女（だいじょ）「OJ」。

## 概要
アメリカカンバーランド長老教会系のミッションスクールである。
教員の採用資格にもあるように、教員は全員洗礼を受けたキリスト教徒である。中高を通して、毎朝の礼拝、週1回の聖書の授業、各学期末における聖書のテスト、また年に1度、修養会（修学旅行のない学年は1泊2日、修学旅行のある学年は学校で1日）また伝道週間と呼ばれる宗教行事があり、キリスト教精神の深く根づく学校である。
高校には普通科と英語科が設置され、英語教育に力を入れている。普通科でも、高校1年生の夏季休暇中に有志の海外研修がある。高校は文部科学省によるスーパーイングリッシュランゲージハイスクール (SELHi) 指定校となっている。また高校二年生の夏季休暇中に、有志で海外への語学留学の機会を提供している。
1990年代～2000年代にかけては中高一貫校としての性格が濃くなり、高校の募集は若干名となった。現在では殆どが中学からの内部進学者である。
シドニーのRavenswood School for Girlsとは姉妹校締結を交わしている。また、日本聖公会系列の桃山学院中学校・高等学校、長崎の活水中学校・高等学校との交流もある。

## 沿革
（沿革節の主要な出典は公式サイト）
アメリカ合衆国から来日した宣教師により、1884年1月7日に川口外国人居留地19番Aと東隣の22番（現在の大阪市西区川口1丁目3番の一部）にウヰルミナ女学校（Willmina Girls' School、当初の正式名称は漢字表記の「維耳美那」）が開校した。校名は、最初の寄付者2名(夫婦)の名前(ウヰリアムとアーミナ)を組み合わせたものである。
また1886年9月には別の宣教師により、現在のみなと通を挟んでウヰルミナ女学校の西隣となる川口外国人居留地16番（現在の大阪市西区川口2丁目3番の一部）に大阪一致女学校が設置された。大阪一致女学校は開校直後に土佐堀に移転したのち、1888年6月に西成郡清堀村（現在の大阪女学院敷地）に校舎を新築した。大阪一致女学校は1892年に浪華（なにわ）女学校へ改称している。
1904年4月にはウヰルミナ女学校が浪華女学校内に移転し、2校が合併した。合併後はウヰルミナ女学校と称した。
1928年、学校西側に通用門を作るべく、土地113坪が購入される。これが現在の正門にあたる。
1940年には日中戦争の戦局の下、校名に英語を使用するのは望ましくないとして、政府指示により大阪女学院高等女学部へと改称した。1944年には、生徒は柴島（東淀川区）の陸軍工場や大阪駅出札係などへ学徒勤労動員されている。
1945年6月1日の大阪大空襲では、校舎を全焼する被害を受けた。
戦後の1946年に大阪女学院高等女学校に改称したのち、学制改革により1947年には新制・大阪女学院中学校が、1948年には大阪女学院高等学校が発足した。1951年には学校法人大阪女学院が発足している。
1956年には家庭科の専攻科（1年制）を、また1963年には英語科の専攻科（2年制）を設置した。しかし英語科の専攻科は、1968年に大阪女学院短期大学が開学したことに伴い同短大に移行する形で1969年に廃止されている。また家庭科の専攻科についても、1973年に廃止された。

### 大阪女学院第二高等学校
同一敷地内にあった定時制高等学校、大阪女学院第二高等学校の沿革についても、本項目で記述する。
1924年9月9日に大阪基督教女子青年学院夜間女子部として、大阪市北区西扇町（現在の神山町）に開校した。1936年4月に扇町夜間女学校と改称し、同年6月には日本で初めての文部大臣認可の夜間女学校となった。
1944年には恵星高等女学校と改称し、1948年には学制改革により夜間定時制の恵星女子高等学校へと改編された。1948年12月にはYWCAから大阪女学院同窓会へと移管され、また大阪女学院敷地内へと移転している。
1951年には設置母体として学校法人恵星女子学園が認可されたが、同法人は1958年には学校法人大阪女学院と合併した。学校法人の合併に伴い、大阪女学院第二高等学校へと改称した。しかし1971年度以降の募集を停止し、1974年3月限りで休校となった。書類上は2007年6月に正式に廃止されている。

### 年表
- 1884年1月7日 - 大阪女学院の前身であるウヰルミナ女学校開校。
- 1886年9月 - 大阪一致女学校が開校。
- 1888年6月 - 大阪一致女学校が現在の大阪女学院の場所に校舎新築。
- 1892年 - 大阪一致女学校が浪華女学校に改称。
- 1904年4月 - ウヰルミナ女学校が浪華女学校敷地内に移転し2校合併。合併後の名称はウヰルミナ女学校。
- 1924年9月9日 - 大阪基督教女子青年学院夜間女子部が開校。
- 1928年　現在の正門にあたる生徒用通用門が完成[2]。
- 1934年　鉄筋4階建ての南校舎旧館が竣工[2]。
- 1940年10月22日 - 戦下の為、政府の指示により「大阪女学院」に改名。
- 1947年 - 大阪女学院中学校が発足。
- 1948年
  - 大阪女学院高等学校、恵星女子高等学校（定時制）が発足。
  - 12月 - 恵星女子高等学校がYWCAより大阪女学院同窓会に移管され、大阪女学院敷地内に移転。
- 1956年 - 専攻科（家政科・1年制）を開設。
- 1958年 - 恵星女子高等学校は大阪女学院第二高等学校に改称。
- 1963年 - 専攻科に英語科（2年制）を増設。
- 1969年 - 専攻科の英語科を廃止。
- 1971年 - 英語科を併設。大阪女学院第二高等学校を募集停止。
- 1973年 - 専攻科を廃止。
- 2003年 - 文部科学省よりスーパー・イングリッシュ・ランゲージ・ハイスクール (SELHi) 指定を受ける。

## 著名な出身者
- 和泉ちぬ - 女優、声優[3]
- 糸岡富子 - 2024年8月19日以降、存命中の世界最高齢の人物。
- 今出舞 - 女優、女性アイドルグループSKE48元研究生[4]
- 大角茉里 - 愛媛朝日テレビ→千葉テレビ放送アナウンサー[4]→フリーアナウンサー
- 織田憲子 - フィギュアスケート選手、コーチ[5]
- 鴨池彩乃 - 声優[4]
- 神田広美 - 歌手、作詞家
- 北川景子 - 女優
- 金彩華 - フィギュアスケート選手[6]
- 小島幸保 - 弁護士[7]
- 東風万智子 - 女優
- 小林寛美 - アーティスティックスイミング選手[8]
- 佐藤久美子 - フィギュアスケート選手[9]
- 出世凪沙 - フリーアナウンサー、元鹿児島放送アナウンサー
- シリア・ポール - 女優、歌手、タレント
- 仲みどり - 女優、初の原爆症認定患者[10]
- 濱田苔花 – ジャーナリスト[11]
- 原田糸子 - 元女優
- 福本莉子 - 女優、第8回「東宝シンデレラ」オーディショングランプリ
- 汀夏子 - 元宝塚歌劇団雪組トップスター[12]
- 三好潤子 - 俳人[13]
- 八木麻紗子 - テレビ朝日アナウンサー[14]
- 山下弘子 - 闘病記著者
- 早川聖来 - 女性アイドルグループ 乃木坂４６元メンバー

## 交通
- JR西日本（大阪環状線）玉造駅より徒歩：約8分
- Osaka Metro（長堀鶴見緑地線）玉造駅より徒歩5分